# Theobromin
Theobromine, trước đây có tên là xantheose, là một alkaloid đắng của cây cacao, với công thức hóa học C7H8N4O2. Nó được tìm thấy trong sô-cô-la, cũng như nhiều loại thức ăn khác, bao gồm trà và hạt côla. Nó được phân loại là một xanthine alkaloid, cũng chứa theophylline và caffeine.  Hợp chất này khác với caffeine khi có thêm một nhóm methyl.
Mặc dù tên của nó, hợp chất không chứa bromine - theobromine có nguồn gốc từ Theobroma, tên của chi của cây cacao (được tạo thành từ rễ Hy Lạp theo (" thần ") và broma ("thức ăn"), nghĩa là "Thức ăn của các vị thần" ) với hậu tố -ine được trao cho các ancaloit và các hợp chất chứa nitơ cơ bản khác.
Theobromine là một ít tan trong nước (330 mg/L ), tinh thể, bột đắng. Theobromine có màu trắng hoặc không màu, nhưng các mẫu thương mại có thể có màu vàng. Nó có tác dụng tương tự, nhưng ít hơn so với caffeine trong hệ thống thần kinh của con người, khiến nó trở nên tương đồng ít hơn. Theobromine là một đồng phân của theophylin, cũng như paraxanthine. Theobromine được phân loại là dimethyl xanthine.
Theobromine được phát hiện lần đầu tiên vào năm 1841  trong hạt cacao bởi nhà hóa học người Nga, Alexanderr Voskresensky. Tổng hợp theobromine từ xanthine được báo cáo lần đầu tiên vào năm 1882 bởi Hermann Emil Fischer.

## Nguồn

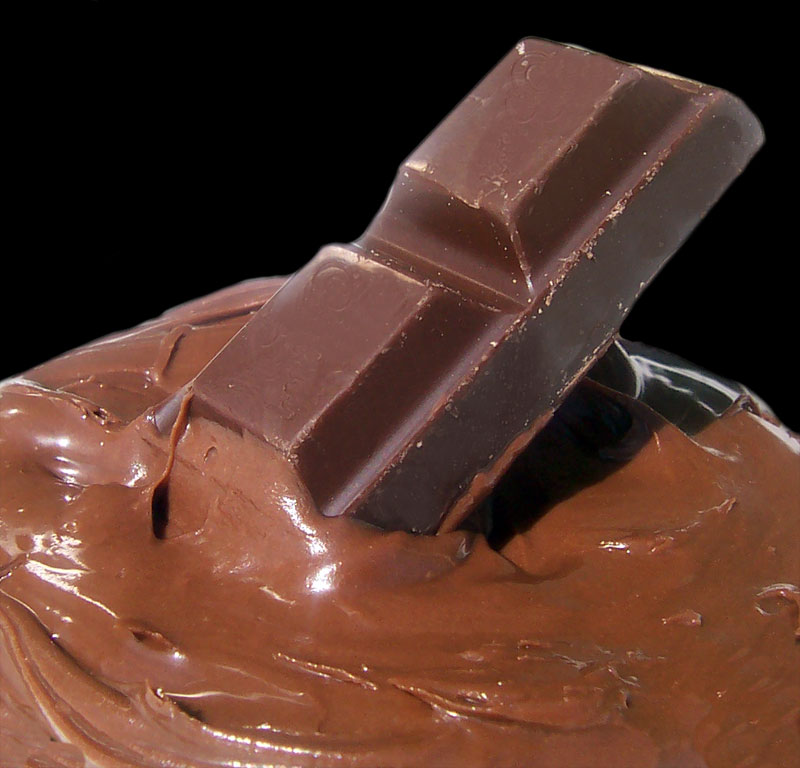
Một thanh sô cô la và sô cô la nóng chảy. Sô cô la được làm từ hạt ca cao, một nguồn tự nhiên của theobromine.

### Sinh tổng hợp
Theobromine là một alcaloid purine có nguồn gốc từ xanthosine, một nucleoside. Sự phân tách ribose và N-methyl hóa thu được 7-methylxanthosine. 7-Methylxanthosine lần lượt là tiền chất của theobromine, do đó là tiền chất của caffeine.